# Rafael Millán Picazo
Rafael Millán Picazo (24. září 1893 Algeciras – 8. března 1957 Madrid) byl španělský hudební skladatel.

## Život
Narodil se 24. září 1893 v Algecirasu ležícím na jihu Španělska v Gibraltarské zátoce. Otec byl vojenský kapelník a poskytl synovi základy hry na housle i základní hudební vzdělání. V roce 1914 odešel studovat do Madridu. Stal se houslistou a dirigentem v orchestru divadla Teatro de la Zarzuela. Pod vedením skladatele Pabla Luny začal skládat operety a brzy se proslavil jako skladatel i jako dirigent.
Svou první zarzuelu, El Príncipe Bohemio, napsal v roce 1914. V té době byl ovlivněn tvorbou rakouského skladatele Franze Lehára a v jeho hudbě se tak objevují prvky vídeňské operety. Následovala řada vesměs úspěšných operet, které byly hrány v několika madridských divadlech. V roce 1920 se přestěhoval do Barcelony a uvedl v divadle Teatre Tivoli své nejúspěšnější dílo, operetu Dogaresa.
V roce 1925 se u skladatele začala projevovat duševní choroba a několik let pobýval v nemocnicích. Revizi zarzuely La severa pro provedení v Madridu pod názvem La morería provedl jeho kolega Francisco Alonso. Ke konci života se však jeho stav natolik zlepšil, že byl schopen zkomponovat ještě své poslední jevištní dílo El tesoro de Golconda, které bylo uvedeno v Barceloně roku 1952. Zemřel v Madridu 8. března 1957.

## Dílo
Největšího úspěchu dosáhl svými zarzuelami. V letech 1914–1928 jich zkomponoval 43. Kromě toho je autorem sborů, písní i hudby symfonické.
Jevištní díla
- El príncipe bohemio (Madrid, Teatro de la Zarzuela, 1914)
- El chico de Las Peñuelas (Madrid, Teatro Apolo, 1915)
- La famosa (Madrid, Teatro Novedades, 1915)
- La escuela de Venus (1915)
- El genio de León (1915)
- La mala tarde (1915)
- Una mujer indecisa (1915)
- Los piratas, llibret de M. Garrido (Madrid, Teatro Novedades, 1916)
- El preceptor de su Alteza (Madrid, Teatro Apolo, 1916)
- Las alegres chicas de Berlín (Madrid, Teatro de la Zarzuela, 1916)
- El pan nuestro (1916)
- La paciencia de Job (1917)
- Los amos del mundo (Madrid, Teatro Cómico, 1918)
- La rosa de Kioto (1918)
- Glorias del pueblo (1918)
- Maldición gitana (1918)
- El triunfo de Arlequín (1918)
- El elefante blanco(Madrid, Teatro del Centro, 1919)
- Blanco y negro (Madrid, Teatro del Centro, 1920)
- El telón de anuncios( Barcelona, Teatre Victòria, 1920)
- La dogaresa (Barcelona, Teatre Tívoli, 1920)
- El pájaro azul (Barcelona, Teatre Tívoli 1921)
- Los buscadores de oro (Barcelona, Tívoli, 1922)
- El dictador (Barcelona, Teatre Apolo, 1923)
- El bello Don Diego(Madrid, Teatro Cómico, 1924)
- La gaviota (Barcelona, Teatre Nou, 1924)
- La severa (Barcelona, Teatre Tívoli, 1925)
- La tía Javiera (1925)
- Tutankamen (1925)
- La morería (revizi La severa provedl Francisco Alonso, Madrid, Teatro de la Latina, 1928)
- El tesoro de Golconda (Teatre Victòria, Barcelona, 1952)